# Крпељани
Крпељани (слч. Krpeľany) насељено је мјесто са административним статусом сеоске општине (слч. obec) у округу Мартин, у Жилинском крају, Словачка Република.

## Становништво
| Година:    | 1994. | 2004.   | 2014.   | 2024.   |
| ---------- | ----- | ------- | ------- | ------- |
| Број људи: | 1062  | 1094    | 1106    | 1059    |
| Разлика:   |       | +3,01 % | +1,09 % | -4,24 % |

| Година:    | 2023. | 2024.   |
| ---------- | ----- | ------- |
| Број људи: | 1062  | 1059    |
| Разлика:   |       | -0,28 % |

Према подацима о броју становника из 2011. године насеље је имало 1.083 становника.